# Décès en 1892
Décès
- 1888
- 1889
- 1890
- 1891
- 1892
- 1893
- 1894
- 1895
- 1896

Cet article présente une liste de personnalités mortes au cours de l'année 1892.

## Décès par mois

### Date précise inconnue
- Gaetano Bianchi, restaurateur d'art et peintre italien (° février 1819).
- Pétros Mavromichális, juriste et homme politique grec (° 1828).
- Serafino De Tivoli, peintre italien du mouvement des Macchiaioli (° 1826).
- Casimir Théophile Lalliet, compositeur français (° 2 décembre 1837).
- Periklís Petrákis, homme politique grec (° 1832).
- Domenico Tojetti, peintre italo-américain (° 1807).

### Janvier
- 9 janvier : Charles Müller, peintre français (° 28 décembre 1815).
- 10 janvier : Heinrich Dorn, compositeur de musique romantique allemand (° 14 novembre 1804).
- 18 janvier :  Pierre François Riga, violoniste et compositeur belge (° 21 janvier 1831).
- 27 janvier : Ludwig von Haber von Linsberg, financier et homme politique autrichien (° 15 juillet 1804)
- 31 janvier : Charles-Haddon Spurgeon, évangélisateur britannique (° 19 juin 1834).

### Février
- 1er février : Goseda Hōriū, peintre japonais (° 26 février 1827).
- 14 février : Catherine Gage, botaniste irlandaise (° 18 mai 1815).
- 20 février : Róza Csillag, chanteuse austro-hongroise mezzo-soprano d'opéra (° 23 octobre 1832).
- 23 février : Gaspard Mermillod, cardinal suisse, évêque catholique de Lausanne et Genève (° 22 septembre 1824).
- 29 février : Evgraf Sorokine,  peintre russe (° 18 décembre 1821).

### Mars
- 2 mars : Annibale De Gasparis, astronome et mathématicien italien (° 9 novembre 1819).
- 6 mars : Mișu Popp, peintre roumain (° 19 mars 1827).
- 8 mars :
  - Benno Adam, peintre allemand (° 15 juillet 1812).
  - Auguste Leloir, peintre d'histoire et portraitiste français (° 1er juillet 1809).
- 13 mars : Constantin Guys, dessinateur et peintre français (° 3 décembre 1802).
- 16 mars : Karl Aberle, médecin autrichien (° 6 février 1818).
- 19 mars : Carl Friedrich Deiker, peintre et illustrateur allemand (° 3 avril 1836).
- 20 mars : Arthur Goring Thomas, compositeur anglais (° 10 novembre 1850).
- 21 mars : Anthon van Rappard, peintre néerlandais (° 14 mai 1858).
- 24 mars : Michele de Napoli, peintre italien (° 25 avril 1808).
- 26 mars :
  - Amédée Artus, chef d'orchestre et compositeur français (° 28 octobre 1815).
  - Walt Whitman, poète et humaniste américain (° 31 mai 1819).
  - George Yule, homme d'affaires écossais (° 1829).
- 29 mars : Joseph de Riquet de Caraman, diplomate et homme politique belge (° 9 octobre 1836).
- 31 mars : Louis-Napoléon Fortin, médecin et homme politique canadien (° 8 août 1850).

### Avril
- 8 avril : Silvino Elvídio Carneiro da Cunha, homme politique brésilien (° 31 août 1813).
- 19 avril : Johann Peter Cavallo, organiste, pianiste et compositeur d'origine allemande (° 23 décembre 1819).
- 22 avril :
  - Franz Xaver D'Abancourt de Franqueville, économiste et publiciste (° 28 janvier 1815).
  - Édouard Lalo, compositeur français (° 27 janvier 1823).

### Mai
- 2 mai : Wilhelm Rust, musicologue et un compositeur allemand (° 15 août 1822).
- 6 mai : Ernest Guiraud, compositeur et professeur de musique français (° 23 juin 1837).
- 13 mai : Ferdinand Poise, compositeur et auteur d’opéra-comiques français (° 3 juin 1828).
- 17 mai :  Claudius Popelin, peintre, émailleur et poète français (° 2 novembre 1825).
- 18 mai : Émile Boucher, parfumeur français (° 1842).
- 20 mai : Jules Duprato, compositeur français (° 20 août 1827).
- 23 mai : Joseph Martin, géologue, topographe et explorateur français (° 15 août 1848).
- 27 mai : Eugène Lagier, peintre français (° 17 janvier 1817).

### Juin
- 1er juin : Louis Janmot, peintre et poète français (° 21 mai 1814).
- 9 juin :
  - William Grant Stairs, explorateur canadien continent d'Afrique (° 1er juillet 1863).
  - Yoshitoshi, graveur et peintre japonais (° 30 avril 1839).
- 23 juin : Vilhjálmur Finsen, juriste, homme politique et professeur islandais (° 1er avril 1823).
- 25 juin : Eduard Herbst, juriste et homme politique autrichien (° 9 décembre 1820).
- 26 juin : Félix Brissot de Warville, peintre français (° 7 mai 1818).
- 29 juin :  Pashko Vasa, homme politique albanais (° 1825).

### Août
- 2 août : Joseph Stevens, peintre animalier et graveur belge (° 26 novembre 1816).
- 15 août : Armand Limnander de Nieuwenhove, compositeur belge (° 22 mai 1814).
- 25 août : Émile Taillebois, archéologue et numismate français (° 18 avril 1841).
- 31 août : George William Curtis, écrivain et journaliste américain (° 24 février 1824).

### Septembre
- 10 septembre : Dimítrios Bótsaris, combattant de la guerre d'indépendance grecque et homme politique hellène (° 1808).
- 20 septembre : Auguste Dumon, militaire, financier et homme politique belge (° 30 avril 1819).
- 28 septembre : Stanislas Lépine, peintre paysagiste français (° 23 octobre 1835).
- 30 septembre : Sébastien Charles Giraud, peintre et dessinateur français (° 18 juin 1819).

### Octobre
- 4 octobre : Émile Signol, peintre français (° 8 mai 1804).
- 12 octobre :
  - Lothar Bucher, homme politique, fonctionnaire et journaliste prussien (° 25 octobre 1817).
  - Leopold von Zenetti, compositeur autrichien (° 15 novembre 1805).
- 18 octobre : Otto Baisch, peintre, poète et écrivain allemand (° 4 mai 1840).
- 24 octobre : Charles Gosselin, peintre et conservateur de musée français († 26 janvier 1833).
- 28 octobre : Felix Otto Dessoff, chef d'orchestre et compositeur allemand (° 14 janvier 1835).

### Novembre
- 3 novembre : Louis-Auguste-Florimond Ronger dit Hervé, compositeur, auteur dramatique, acteur, chanteur, metteur en scène et directeur de troupe français (° 30 juin 1825).
- 19 novembre : Antonio de Torres, luthier espagnol (° 13 juin 1817).
- 26 novembre : Charles Martial Lavigerie, cardinal français, archevêque de Carthage (° 31 octobre 1825).
- 29 novembre : Alexander Helwig Wyant, peintre américain spécialisé dans les paysages (° 11 janvier 1836).
- 30 novembre : Pierre-Victor Galland, peintre décorateur et ornemaniste français (° 15 juillet 1822).